# Koroška Rinka
Pour l’article homonyme, voir Križ.
Le Koroška Rinka est un sommet des Alpes culminant à 2 433 mètres d'altitude au centre des Alpes kamniques, en Slovénie. Il est communément nommé Križ.
Les Rinke (pluriel de Rinka) sont quatre sommets distincts dont l'ensemble constitue le tripoint des régions traditionnelles de Haute-Carniole, Basse-Styrie et Carinthie slovène, ainsi que deux lignes de partage des eaux. Les quatre Rinke sont Kranjska Rinka, Koroška Rinka, Štajerska Rinka et Mala Rinka.
Le versant nord-ouest de Križ s'élève au-dessus de la haute-terrasse glaciaire Ledine et de son refuge de montagne Kranjska koča. Ce versant est constitué de parois orientées ouest, nord-ouest, nord-est et nord.
La longue crête nord s'abaisse jusqu'aux bords supérieurs des vallées : Ravenska kočna, Vellacher Kotschna/Belska Kočna (l'unique vallée du massif en territoire autrichien), et Logarska dolina. Cette crête nord est flanquée de deux cols : Jezersko sedlo à l'ouest et Savinjsko sedlo/Sannthaler Sattel à l'est.
Le versant nord-est est formé de parois nord-est et est qui sont les toutes premières de la rive droite de la vallée de Logarska dolina.
Le sommet de Križ est relié vers le sud à la Kranjska Rinka au fil d'une arête, et séparé à l'est de la Štajerska Rinka par une brèche. En 1874, Johannes Frischauf fut le premier touriste à atteindre les Rinke, accompagné d'un guide.